# Кук (окръг, Тенеси)
Окръг Кук (на английски: Cocke County) е окръг в щата Тенеси, Съединени американски щати. Площта му е 1147 km², а населението – 33 565 души (2000). Административен център е град Нюпорт.